# Мазмежотне
Мазмежотне (латыш. Mazmežotne) — населённый пункт в Рундальском крае Латвии. Входит в состав Рундальской волости. Находится на левом берегу реки Лиелупе. По данным на январь 2015 год, в населённом пункте проживал 1 человек. В селе находится поместье Мазмежотне.

## История
В советское время населённый пункт был центром Виестурсккого сельсовета Бауского района. В селе располагалось отделение Межотненской селекционно-опытной станции.